# چشمه‌حاجگه‌جعفری
چشمه‌حاجگه (جعفری، حقی، تمری، نظرپور) روستایی از توابع بخش گوار شهرستان گیلانغرب در استان کرمانشاه ایران است.

## جمعیت
این روستا در دهستان گوآور قرار دارد و براساس سرشماری مرکز آمار ایران در سال ۱۳۸۵، جمعیت آن ۴۸۳ نفر (۱۰۰خانوار) بوده‌است.